# Nelly Furtado
Nelly Kim Furtado Neto (Victoria, Columbia Británica, 2 de diciembre de 1978), conocida simplemente como Nelly Furtado, es una cantante, compositora y productora musical luso-canadiense. Es ampliamente conocida por su versatilidad musical y experimentación de géneros. Ha vendido más de 40 millones de discos en todo el mundo, lo que la convierte en una de las artistas más exitosas de la historia tanto de su país natal como su país de origen.
Es reconocida por combinar pop con diversos géneros musicales, como hip hop, R&B, música latina, bossa nova y rock. Fundadora de la discográfica Nelstar, canta en varios idiomas, entre ellos inglés, español y portugués.Debutó en 1999 con el sencillo «Party's Just Begun (Again)», incluido en la banda sonora de la película Brokedown Palace. Saltó a la fama a finales de 2000 al lanzar su álbum debut Whoa, Nelly!; en 2002 obtuvo un premio Grammy a la mejor interpretación vocal pop femenina con su tema «I'm Like a Bird».
Después de convertirse en madre lanzó el álbum Folklore, en 2003, un álbum de menor éxito comercial con sencillos como: «Powerless (Say What You Want)», «Try» y «Força» que fue el himno oficial de la Eurocopa de Fútbol de 2004.
En 2006 regresó bajo la influencia musical del productor Timbaland y lanzó su álbum más exitoso Loose, del cual salieron cuatro grandes éxitos internacionales: «Promiscuous», «Maneater», «All Good Things (Come to an End)» y «Say It Right».
En 2009 lanzó su cuarto álbum y primero en español, Mi Plan con sencillos como «Manos al Aire», «Más», «Fuerte» y «Bajo Otra Luz» con la colaboración de Julieta Venegas y La Mala Rodríguez. El álbum recibió un Grammy Latino como Mejor Álbum Pop Vocal Femenino en noviembre de 2010. Ese mes lanzó su recopilatorio The Best of Nelly Furtado junto al sencillo «Night Is Young».
Su quinto álbum de estudio The Spirit Indestructible fue lanzado en septiembre de 2012, anticipándose primero el sencillo «Big Hoops (Bigger the Better)». Este álbum tuvo las peores ventas para Nelly, vendiendo solo 8.000 copias en Estados Unidos, y 2.500 en Reino Unido.
En 2017 lanzó su sexto álbum de estudio The Ride, el cual marca su primer álbum lanzado de forma independiente bajo su propia disquera, Nelstar. Con el álbum, no se lanzan sencillos tradicionales, aunque se anticipó el álbum con canciones como «Behind Your Back» y «Islands of Me». Estas canciones eran parte de la edición de lujo en el año 2016, lanzadas por iTunes, y posteriormente se adelanta el álbum con cuatro canciones, «Pipe Dreams» (con un video musical estrenado el 20 de diciembre de 2016 vía Pitchfork), «Cold Hard Truth», «Flatline» y «Phoenix».
Es conocida por experimentar con diferentes instrumentos, sonidos, estilos vocales e idiomas. Esta diversidad deriva de su amplio gusto musical y su interés en diferentes culturas.
Ha vendido más de 40 millones de álbumes en todo el mundo, los cuales han llegado a ocupar los primeros puestos en el Billboard.
En 2007 fue incluida en la lista de las mujeres cantautoras más exitosas de todos los tiempos.

## Primeros años
Furtado nació el 2 de diciembre de 1978, en Victoria, Columbia Británica. Es hija de padres portugueses: María Manuela Neto y Antonio José Furtado, ambos emigrantes de las islas Azores. Le pusieron su nombre en honor a la gimnasta soviética Nellie Kim. Sus padres nacieron en la isla de San Miguel y emigraron a Canadá en la década de 1960. Tiene dos hermanos: Michael Anthony y Ana Lisa. Se crio en un hogar católico.
A los cuatro años comenzó a actuar y cantar en portugués. La primera interpretación o ejecución pública de Furtado ocurrió cuando cantó a dúo con su madre en una iglesia en el Día de Portugal. Comenzó a tocar instrumentos musicales a la edad de nueve años, aprendiendo el trombón, el ukelele, la guitarra y los teclados. Siendo adolescente, a la edad de 12 años, ya escribía sus propias canciones y, tiempo después, cantó en una banda portuguesa de marcha.Furtado es políglota ya que al ser hablante portuguesa nativa, hablar el inglés a una temprana edad, también, aprendió español en la escuela a los 14 años, no le fue muy difícil aprender el idioma, sobre todo porque en su país natal tenía muchos amigos de padres hispanos y acceso a música de Maná, Laura Pausini, Juan Gabriel y otros artistas hispanoparlantes.
Furtado reconoce a su familia como la fuente de su fuerte ética de trabajo. Pasó ocho veranos trabajando como camarera con su madre, junto con su hermano y su hermana, que era ama de casa en Victoria.

## Carrera musical

### 1996-1999: inicios de su carrera
Durante una visita a Toronto con su hermana Lisa Anne en el verano posterior a su undécimo grado, Furtado conoció a Tallis Newkirk, miembro del grupo de hip hop, «Plains of Fascination». Ella contribuyó con su voz a su álbum de 1996, Join the Ranks, en la pista «Waitin '4 The Streets». Después de graduarse de la Mount Douglas Secondary School en 1996, se trasladó a Toronto para residir con su hermana Lisa Anne.
Al año siguiente, formó «Nelstar», un dúo de trip hop con Newkirk. Finalmente, Furtado sentía que el estilo trip-hop del dúo era «demasiado segregado» y creyó que no representaba su personalidad ni le permitía mostrar su capacidad vocal. Así pues, ella decidió dejar el grupo.
En 1997 actuó en el concurso de talentos «Honey, Jam». Su actuación atrajo la atención del cantante de «The Philosopher Kings», Gerald Eaton, el cual decidió acercarse a ella para colaborar juntos.

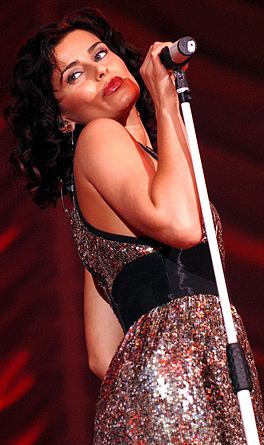
Furtado presentándose en la Manchester Arena, en febrero de 2007.

Él y su colega Brian West ayudaron a Furtado a producir un demo. Ella se fue de Toronto, pero regresó de nuevo para grabar más material con Eaton y West. El material grabado durante esas sesiones fueron la base de su contrato con DreamWorks Records en 1999. El primer sencillo de Furtado, «Party's Just Begun (Again)», fue lanzado ese mismo año dentro de la banda sonora de una película: Brokedown Palace.

### 2000-2002:Whoa, Nelly!y primeros éxitos
Furtado continuó la colaboración con Eaton y West, quien coprodujo su álbum de debut, Whoa, Nelly!, el cual fue lanzado en octubre de 2000. Después del lanzamiento del álbum, Nelly comenzó la gira «Burn in the Spotlight Tour» y también apareció en Moby's Area: One Tour.
El álbum fue un éxito internacional, con el apoyo de tres sencillos internacionales: «I'm like a Bird», «Turn Off the Light» y «...On The Radio (Remember The Days)». Recibió cuatro nominaciones a los Grammy en 2002, ganando el Grammy a la mejor interpretación vocal pop femenina.
El trabajo de Furtado también fue aclamado por la crítica por su innovadora mezcla de varios géneros y sonidos. Slant Magazine llamó al álbum «un antídoto delicioso y refrescante para el ejército de 'princesas pop' y las bandas rap metal, que se habían hecho cargo de la música popular en el cambio de milenio».
El sonido del álbum estuvo fuertemente influenciado por músicos de distintas las culturas y «el reto de hacer música sincera, emocional, optimista y esperanzadora». Según la revista Maclean's, Whoa, Nelly! había vendido seis millones de copias en todo el mundo en agosto de 2006.
Algunas partes de la canción «Scared of You» son en portugués, mientras que «Onde Estas» está totalmente cantada en portugués, lo que refleja su herencia portuguesa. En el estreno internacional de Whoa, Nelly! apareció la también canadiense Esthero en la canción titulada «I Feel You».
En 2002, Furtado apareció en la canción «Thin Line», del álbum Power In Numbers del grupo undergruound de hip hop Jurassic 5. Ese mismo año, Furtado puso su voz a la canción de Paul Oakenfold, «The Harder They Come», del álbum Bunkka y también a la canción «These words are my own».
También colaboró con el cantante colombiano Juanes, en la canción «Fotografía», donde mostró su versatilidad en otro idioma. Furtado también apareció en «Breathe» de los Swollen Members. El video de «Breathe», dirigido por Todd MacFarlane, creador de Spawn, ganó en 2003 el Premio Western Canadian Music Awards Outstanding Video y MuchVIBE Best Rap Video.

### 2003-2005:Folklorey transiciones
El segundo álbum de Furtado, Folklore, fue lanzado el 25 de noviembre de 2003. El primer sencillo es «Powerless (Say What You Want)» y el segundo sencillo es la popular balada «Try». El álbum incluye el sencillo «Força» (que significa «fuerza» / «poder» o «¡usted puede hacerlo!» en portugués), que fue escrito para ser el himno oficial de la Eurocopa de 2004 que se celebró en Portugal. El 4 de julio de 2004, Furtado interpretó la canción en el Estádio da Luz en Lisboa en la ceremonia de clausura del campeonato.
El álbum con otros dos sencillos: «Explode» en 2004
y «The Grass Is Green» en 2005, el cual sólo se vendió en Alemania. La última pista del álbum, «Childhood Dreams», fue dedicada a su hija, Nevis.
El álbum no tuvo tanto éxito como su debut, en parte debido a su menor «sonido comercial», así como también debido la falta de promoción por parte de su sello discográfico DreamWorks Records, que se había acabado de vender a Universal Music Group. En 2005, DreamWorks Records, junto con muchos de sus artistas como Furtado, fue absorbida por Geffen Records.
«Powerless (Say What You Want)» fue remezclada más tarde, con el roquero colombiano Juanes, quien había trabajado previamente con Furtado en su tema «Fotografía». Los dos colaboraron de nuevo en «Te busqué», un sencillo en 2006 del álbum Loose.

### 2006-2008: eraLoose

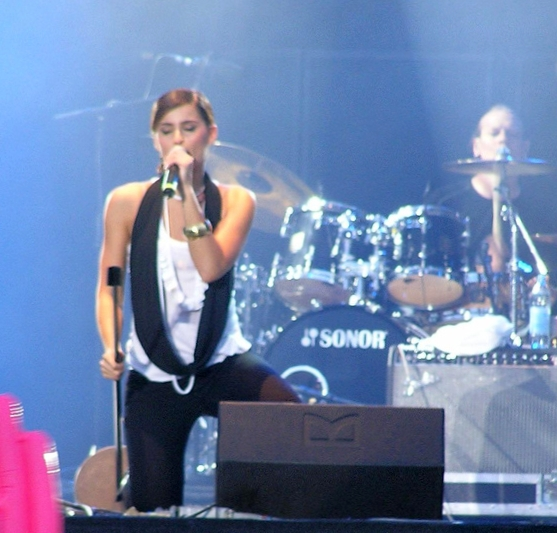
Nelly Furtado en concierto, 2006.

El tercer álbum de Furtado, Loose, lanzado el 20 de junio de 2006, después de las decisiones espontáneas y creativas que hizo al crear el álbum. En este álbum, principalmente producido por Timbaland, Furtado experimenta con sonidos de R&B, hip-hop, y la música de los años 1980. Furtado describe el sonido del álbum como «punk-hop», que se describe como «moderno, pegajoso, espeluznante» y que tiene «un misterioso ambiente después de la medianoche... muy visceral». Ella atribuye el sonido juvenil del álbum a la presencia de su hija de dos años de edad. El álbum recibió críticas bastante positivas de los críticos musicales, y algunos dicen que la «revitalización» es efecto de Timbaland en la música de Furtado, y otros que calificó de «hábil, inteligente y sorprendente». Algunos opinan de este trabajo como si se hubiese «vendido» o abandonado a su gente y las raíces de rock en favor del hip-hop y R&B, mientras que otros la han acusado de utilizar el «sexo» en su música y su apariencia para vender más discos.
Loose se ha convertido en el álbum más exitoso de la carrera de Furtado hasta ahora, ya que alcanzó el número uno no sólo en Canadá y los Estados Unidos, sino también en varios países. El álbum produjo su primer hit número uno en los Estados Unidos, «Promiscuous» convirtiéndola en el primer artista de origen portugués en dominar dicho listado. También logró su primer número uno en el Reino Unido con «Maneater». El sencillo «Say It Right» llegó a la cima del Billboard Hot 100 en Estados Unidos, convirtiéndose en su segundo hit número uno en dicho país, llegó a la cima de varias listas debido a su gran éxito en Europa y en EE. UU. convirtiéndose junto a Promiscuous en una de sus canciones más exitosas. El sencillo «All Good Things (Come To And End)» se fue un gran éxito en Europa, encabezando el número 1 en las listas de numerosos países.
En mayo de 2006 se publicó la noticia que había grabado una canción con Justin Timberlake, «Crowd Control», después de que este hubiera participado en su vídeo de «Promiscuous». «Give It to Me», forma parte del nuevo álbum de Timbaland; otro trabajo de hip hop de la cantante. El 7 de febrero de 2007, la canción fue presentada en el programa TRL (Total Request Live), de MTV (EE. UU.).
En 2006, supuestamente debía hacer su debut en el cine, en la película Nobody's Hero, aunque la noticia no fue confirmada y finalmente el proyecto no llegó a materializarse.
El 16 de febrero de 2007, Furtado se embarcó en el «Get Loose Tour». Regresó en marzo de 2007 a su ciudad natal de Victoria, Canadá, para dar un concierto en el Save-On Foods Memorial Centre. En honor a su visita, los dirigentes locales proclamaron oficialmente el 21 de marzo de 2007, el primer día de la primavera, como el día de Nelly Furtado. Después de la gira, ella lanzó su primer DVD/CD en directo, llamado Loose: The Concert que ofreció en Toronto con motivo de su gira. Destacan canciones conocidas como «I'm Like a Bird», «Say It Right», «All Good Things (Come to an End)», «Runaway» y «Heart of Glass», una versión de la clásica canción del grupo Blondie.
El DVD incluye además un documental que relata sus experiencias en las diferentes ciudades que fue recorriendo en su gira mundial. El CD incluye sus 11 temas más conocidos, 10 de los cuales pertenecen a su último álbum, Loose. En 1 de abril de ese año, Furtado fue artista intérprete y anfitriona de los 2007 Juno Awards en Saskatoon, Saskatchewan. Ganó los cinco premios a los que estaba nominada, incluyendo álbum del Año y sencillo del Año. También apareció en el escenario en el Concierto por Lady Diana en el Wembley Stadium de Londres el 1 de julio, donde cantó «Say It Right», «Maneater», y «I'm Like a Bird».

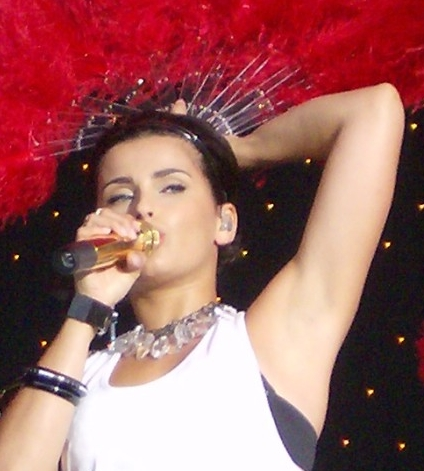
Nelly Furtado en Ámsterdam, 2008.

En 2007, Furtado y Justin Timberlake presentaron el sencillo «Give It to Me», de Timbaland, que se convirtió en su tercer sencillo número uno en los EE. UU. y en segundo lugar en el Reino Unido.
A finales de 2008, Furtado colabora con James Morrison en una canción llamada «Broken Strings» de su álbum Songs for You, Truths for Me. El sencillo fue lanzado el 8 de diciembre y alcanzó el puesto #2 en el UK Singles Chart a principios de enero de 2008.
En 2007, se filtraron los planes sobre una canción cantada a dúo para el regreso de Kylie Minogue. Sin embargo, la canción no fue incluida en su álbum X, pero Minogue dice que la canción ya mencionada «todavía está pendiente» y tiene planes para conseguirlo. Ella dijo: «Tengo muchas ganas de entrar en el estudio y hacerlo porque sé que Nelly y a mí nos gustaría pasar un buen rato juntas». La pista no apareció en su álbum de 2010, Aphrodite.
En 2008, cantó con el grupo italiano «Zero Assoluto» la balada «Win or Lose - Appena prima di partire», publicado en Italia, Francia y Alemania, y cuyo video fue filmado en Barcelona.
En 2007 debuta como actriz en la serie CSI: NY, exactamente en el capítulo 15 de la tercera temporada, «Some Buried Bones».
En la edición brasileña de Loose, la canción All Good Things cuenta con la participación de Di Ferrero, vocalista de NX Zero.
En septiembre de 2007 se reedita Loose, en una edición especial para el mercado español. Con 4 canciones totalmente en castellano, la artista canadiense trata de conquistar un mercado que en un principio se le resistía pero del que ha logrado vender más de 40.000 copias. Además, en la edición del su último disco, se incluirá una canción única para asegurarse el triunfo.
En la entrega de los Premios Principales 2007 gana el premio de la Categoría Internacional en lengua no Española como Mejor Artista. En una de las actuaciones de esa gala, colabora con Juanes en las canciones «Te busqué» y «Fotografía».
El 23 de febrero de 2008, Nelly se presentó con éxito en el Festival de la Canción de Viña del Mar, en Chile, donde el público la premió con Antorchas de Plata y Oro y una Gaviota de Plata, las máximas condecoraciones que entrega el prestigioso festival.
En diciembre de 2008, el diario La Prensa publicó un artículo sobre Nelly según el que estaba planeando la grabación de las canciones en inglés y español para su próximo álbum y que este «espera ser lanzado en septiembre de 2009».

### 2009-2011:Mi planyThe Best of Nelly Furtado|grandes éxitos
Nelly hizo una aparición en el álbum de Flo Rida, R.O.O.T.S., que fue lanzado el 31 de marzo de 2009. La canción se titula «Jump». Furtado también hizo una aparición en «Love Chronicles» de Divine Brown, en la cual coescribió y cantó el fondo de la canción «Sunglasses».
Su cuarto álbum de estudio y primero en español se titula Mi Plan y fue lanzado el 15 de septiembre de 2009, el primer sencillo, «Manos al Aire» fue puesto en libertad a finales de junio. Su video se estrenó el 29 de julio en el programa It's On con Alexa Chung. El álbum cuenta con 12 canciones nuevas, y todas en español, como declaró Nelly en un mensaje dejado en su web oficial. «Más» fue escogido como el segundo sencillo del álbum y fue lanzado el 21 de julio. Posteriormente, el tercer sencillo «Bajo Otra Luz» (con Julieta Venegas y La Mala Rodríguez) fue lanzado el 1 de septiembre de 2009. También el disco contó con la estrella mexicana, Alejandro Fernández cantando una canción a dúo llamada «Sueños».
Furtado hizo una aparición en el álbum de la cantante canadiense K-OS, Yes!, colaborando junto a Saukrates en la canción «I Wish I Knew Natalie Portman», lanzado a principios de julio de 2009. Más tarde, Nelly hizo una aparición especial en el sencillo de Tiësto, «Who Wants to Be Alone» en su álbum Kaleidoscope que fue lanzado el 6 de octubre de 2009. Durante ese año, Furtado también grabó «Manos al Aire» en Simlish para la nueva expansión de Los Sims 3: trotamundos
El 12 de febrero de 2010, Nelly Furtado cantó a dúo con Bryan Adams en la ceremonia de apertura de los Juegos Olímpicos de Vancouver 2010. La canción se llama «Bang the Drum», lanzado en el álbum de EMI Sounds of Vancouver 2010 (a commemorative album). El 14 de febrero de 2010, ella apareció de nuevo en la ceremonia de premiación después de la concesión de las medallas para los atletas. Para promocionar la gira en Brasil, el 24 de marzo de 2010, Furtado hizo un «VIP Pocket Show» en el programa de telerrealidad Big Brother Brasil 10 de Rede Globo, el canal líder en el país. El 13 de abril de 2010, Nelly anunció en su cuenta de Twitter que LifeStyle, su cuarto álbum de estudio en inglés y quinto en general, no se lanzará al público en el verano de 2010 y que finalmente se embarcará en una segunda etapa de su gira «Mi Plan Tour», donde obtendrá más inspiración para su próximo álbum.
Durante 2010, Nelly aparece en el nuevo sencillo de N.E.R.D llamada «Hot N Fun» alcanzando los primeros puestos de las listas. También participó en el Young Artists for Haiti, en el que muchos artistas canadienses se unieron y cantaron la canción de inspiración de K'naan «Waving Flag» para recaudar fondos para las víctimas del terremoto de Haití de 2010. Nelly también participó en la grabación de DVD en vivo de la cantante brasileña Ivete Sangalo en el Madison Square Garden el 4 de septiembre de 2010. Cantó dos canciones nuevas: «Girlfriend» y «Night Is Young» en su concierto en Varsovia, Polonia.
Nelly Furtado fue honrada con una estrella en el Paseo de la Fama de Canadá en octubre de 2010.

 El 26 de octubre de 2010, Furtado publicó Mi Plan Remixes con 12 pistas de accesos remezclada de Mi Plan. Este álbum incluye la versión original «Spanglish» de «Fuerte», su último sencillo de Mi Plan. El 11 de noviembre de 2010 Furtado ganó el premio Grammy Latino al Mejor Álbum Pop Vocal Femenina por Mi Plan. Ella es la primera canadiense en ganar un premio Grammy Latino.

La forma en que organicé las nuevas canciones de The Best of Nelly Furtado fue cuando estaba saliendo de mi gira latinoamericana de «Mi Plan Tour» y dos de mis canciones se filtraron en Internet. Alguien en el este de Europa o algo las filtró. Una canción fue «Night Is Young» la otra canción fue «Girlfriend In This City», pero eran tipo de versiones horribles que no se habían terminado aún y no estaban mezcladas. Así que pensé bien, muchos de mis fans han escuchado estas nuevas canciones de todos modos en su versión en bruto, que bien podría acabar con ellos y ponerlos a cabo correctamente en el álbum de grandes éxitos. En cierto modo parecía la opción natural. Y entonces la tercera opción era «Stars», que es una canción de Lester Mendez y que escribí hace un par de años, cuando estábamos haciendo unas sesiones. Es una de esas canciones que creo que la gente que les gustó Folklore les va a gustar, porque es más íntima y lenta.
Nelly explicando el sencillo seleccionado de The Best of Nelly Furtado

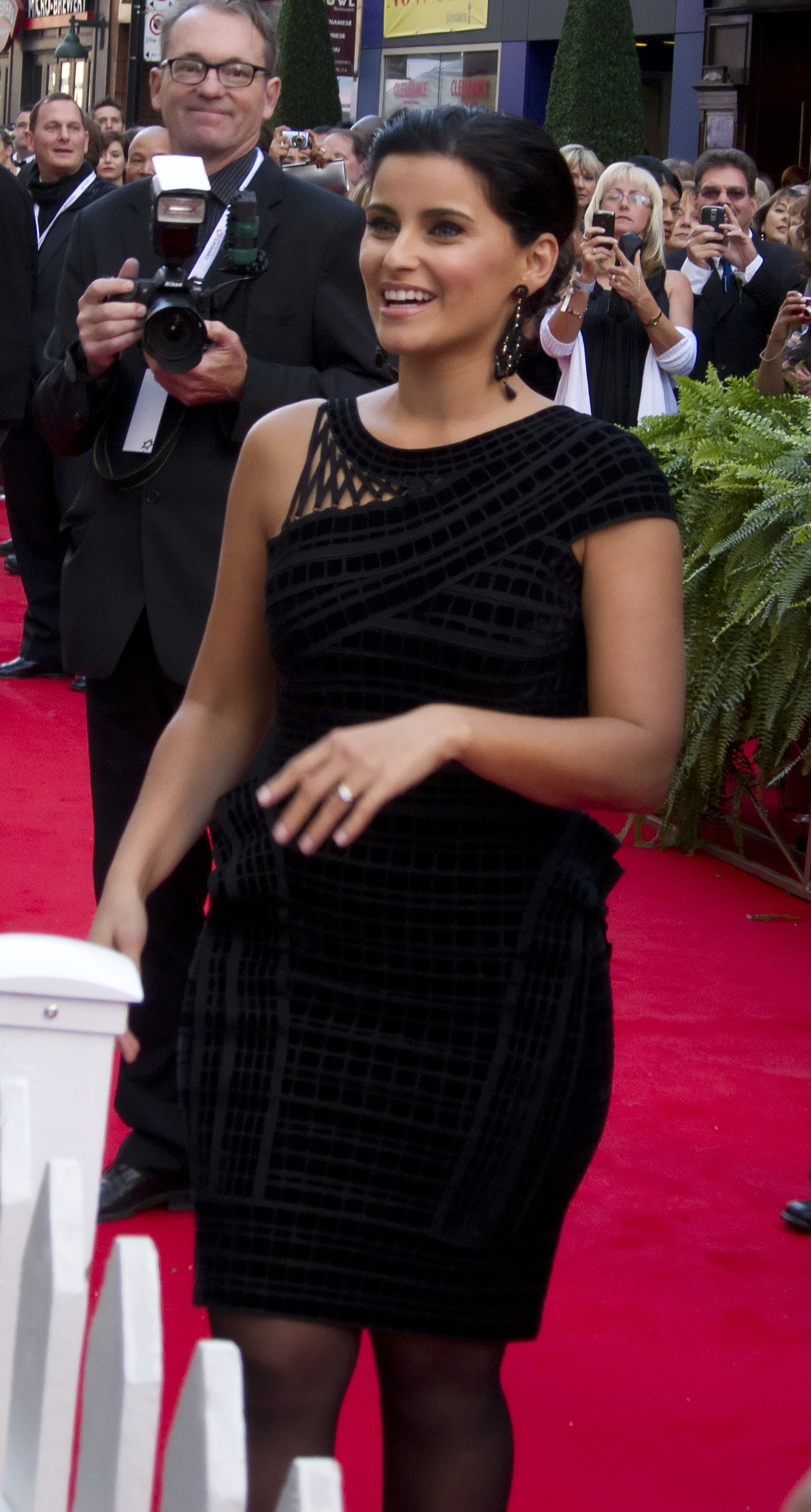
Nelly Furtado en el Paseo de la Fama de Canadá en octubre de 2010.

Furtado lanzó su primer álbum de grandes éxitos titulado The Best of Nelly Furtado el 16 de noviembre de 2010. El primer sencillo del álbum, «Night Is Young» (originalmente «Free») se estrenó en la «BBC Radio 1» el 3 de octubre de 2010. y se publicó la primera canción para descarga digital el 12 de octubre en Australia. Tres nuevas canciones fueron incluidas en el álbum de grandes éxitos, el sencillo «Night Is Young», «Girlfriend In This City» producido otra colaboración con Salaam Remi, y la pista de Lester Mendez, realizada en una de sus sesiones, «Stars».
En 2011 se mantuvo en recesión y planeando su próximo disco, sin embargo cantó junto a Elton John la canción «Cocodrile Rock» para la película Gnomeo y Julieta basado en el clásico literario de William Shakespeare.

### 2012-2015:The Spirit Indestructible

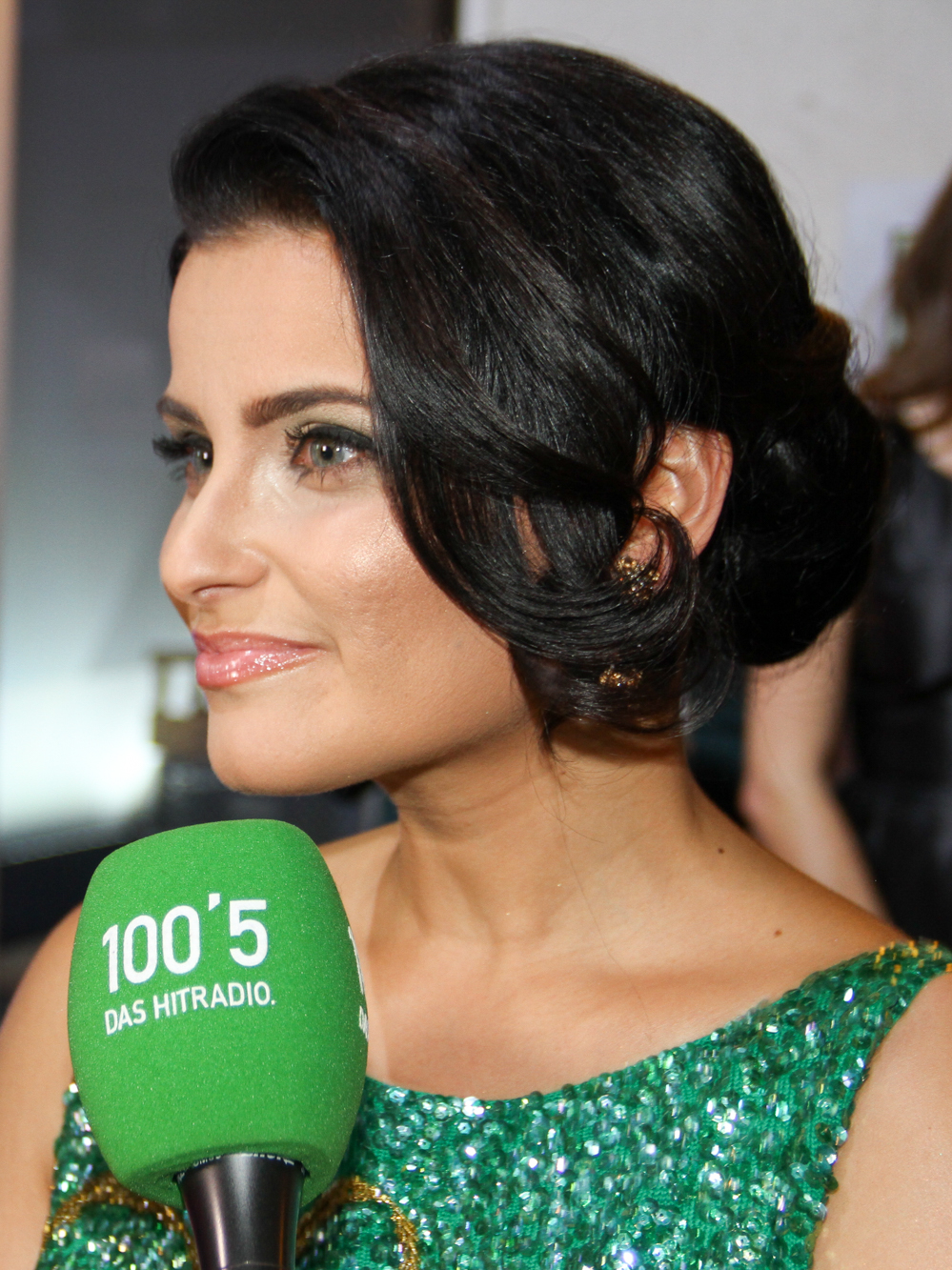
Furtado en noviembre de 2014.

Nelly en 2011 trabajó en su quinto álbum de estudio, ahora completamente en su idioma inglés. En una entrevista declaró que mezclará reggae, hip hop, pop, rock y estilos afrocaribeños.
«La hechura del disco me tiene muy contenta porque retomó parte de mi pasión por la experimentación musical. Tengo algunas sorpresas, como colaboraciones con mi productor, Salaam Remi, una rola hiphopera que se llama 'Nothing', o una con el vocalista de Passion Pit, Michael Angelakos llamada, 'Round'».
En otra entrevista con Billboard declaró que tendrá influencias de la música alternativa de grupos como Janelle Monae, The XX y Florence and the Machine.
El nombre del álbum se titula The Spirit Indestructible y fue lanzado el 10 de septiembre de 2012, anticipado al primer sencillo «Big Hoops (Bigger the Better)». Ella confirmó en Twitter que estará de gira por 2 años promocionando el álbum. En 2014 Furtado ha comenzado a trabajar simultáneamente en un segundo álbum en español, y su quinto álbum de estudio en idioma inglés. El quinto álbum cumplirá su contrato de cinco discos con Interscope. El 28 de febrero de 2014, fue nombrada comendadora de la Orden del Infante Don Enrique en Toronto por el presidente de Portugal.

### 2016-2017: Independencia yThe Ride
El 14 de febrero de 2016, Furtado cantó el Himno Nacional de Canadá en el 2016 NBA All-Star Game que se llevó a cabo en Toronto (esta fue la segunda ocasión en que Furtado había cantado en el NBA All-Star Game, ya que también había cantado O Canada en el 2004 NBA All-Star Game). Ese mismo mes, comenzó a adelantar nueva música a través de las redes sociales, declarando que el álbum tendría una conexión con Dallas, Texas, donde gran parte del álbum fue grabada. En 2016, Furtado colaboró con Dev Hynes en la canción «Hadron Collider». La canción aparece en el álbum de Hynes Freetown Sound.
En julio de 2016, Furtado lanzó «Behind Your Back» en exclusiva en Spotify, describiendo que la canción servía como «aperitivo», pero que no formaría parte del álbum, pero posterior a eso, declaró en una entrevista que la canción formaría parte de la edición de lujo del álbum. Después del lanzamiento, en una entrevista con CBC Player, Furtado declaró que el álbum está finalizado y que ella grabó 16 canciones con John Congleton, pero que el álbum constará de 12 canciones. El 8 de septiembre de 2016, Furtado confirmó que el álbum se tituló The Ride, el cual fue finalmente lanzado en marzo de 2017. Durante la entrevista, también confirmó una nueva canción que iría en el álbum, que se titula «Islands of Me», la que fue lanzada en servicios de transmisión el 10 de septiembre de 2016.
Furtado define el sonido del álbum como «pop moderno alternativo».

### 2020-2023: Reediciones de sus discos y regreso a la música
En octubre de 2020, Furtado celebró el vigésimo aniversario de su álbum debut, Whoa, Nelly! lanzando una edición expandida de 22 pistas en plataformas digitales y de streamimg.

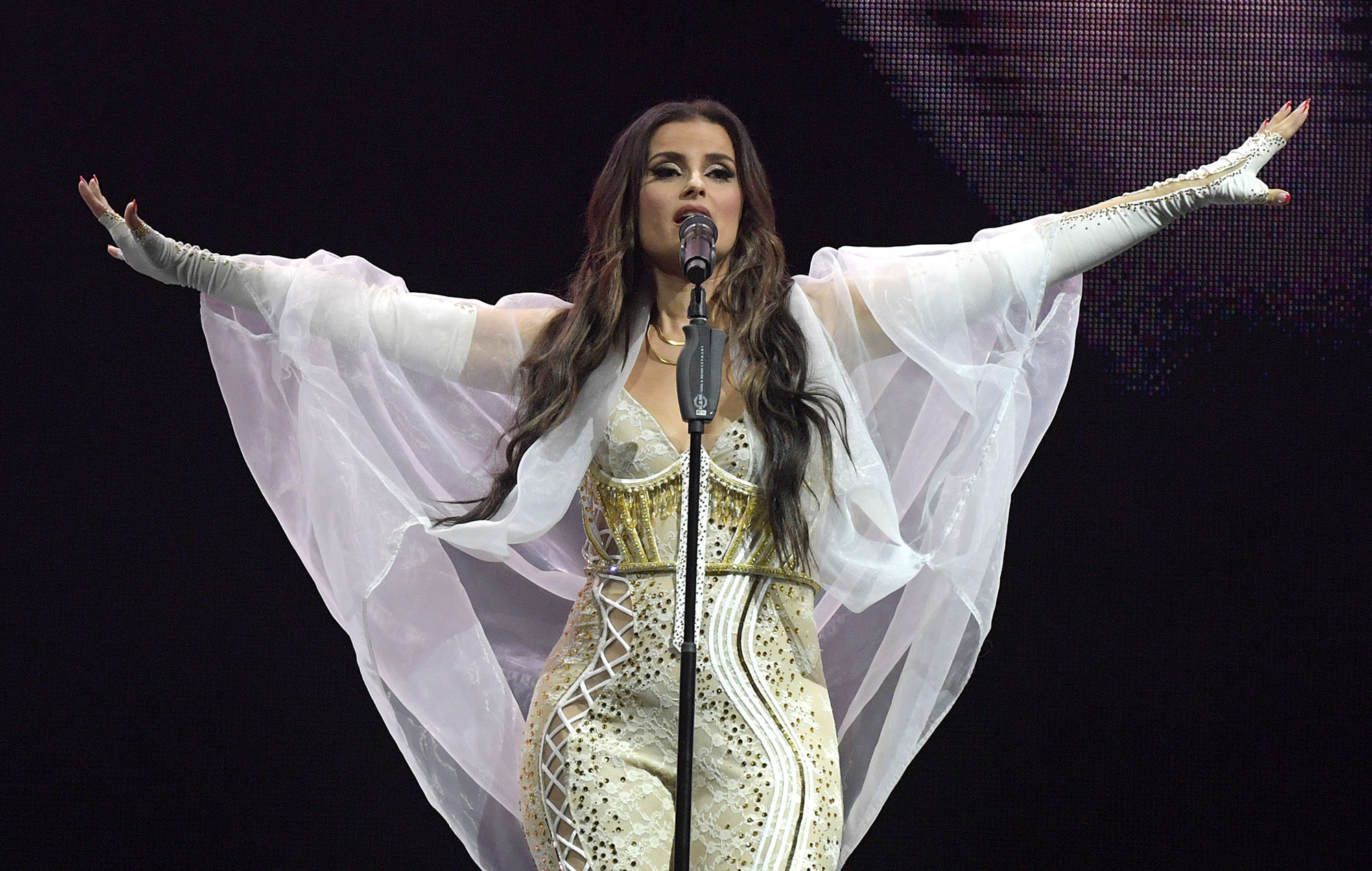
Furtado presentándose en Beyond The Valley el 31 de diciembre de 2022.

En mayeó de 2021, Furtado colaboró con el dúo alemán Quarterhead en un remix de su canción "All Good Things (Come to an End)". En junio de 2021, Furtado celebró el decimoquinto aniversario de su tercer álbum de estudio Loose lanzando una edición expandida de 32 pistas en plataformas digitales y de streaming.
En julio de 2022, tras cinco años de su última presentación, Furtado se unió a Drake en un escenario para su concierto del October World Weekend en Toronto, donde cantaron "Promiscuous" y "I'm Like a Bird". Furtado también ha publicado a través de sus historias de Instagram que ha estado trabajando en nueva música. Ella confirmó en mayo de 2023 que estaba grabando nueva música en una entrevista en la revista Fault: "Tengo demasiada música. He grabado cientos de canciones en los últimos 18 meses, y me emociona tanto darle nueva música a las personas." También colaboró con artistas como la cantautora canadiense Charlotte Day Wilson y la banda colombiana Bomba Estéreo.
El 31 de diciembre de 2022, a cinco años de su último concierto en Baloise Session en Basilea, Suiza, Furtado se presentó en vivo en el Beyond The Valley Festival en Australia.
Colaboró con el DJ y productor Dom Dolla en la canción "Eat Your Man", lanzada el 2 de junio de 2023, su primer sencillo en cinco años.
El 24 de junio de 2023, Furtado se presentó en el Machaca Fest en Monterrey, Nuevo León, México, a trece años de su Mi Plan Tour. Entre las canciones que cantó, se incluyó el verso de una nueva canción llamada "Corazón".
El 1 de septiembre de 2023, Furtado lanzó una nueva colaboración com Timbaland y Justin Timberlake titulada "Keep Going Up", a 16 años de su sencillo "Give It to Me". Se espera que la canción sea incluida en el sexto álbum de Timbaland.
En agosto de 2023, Furtado se reunió con Juanes para grabar una nueva canción "Gala y Dalí", 21 años después de grabar por primera vez juntos la canción "Fotografía". "Gala y Dalí" será lanzada como sencillo el 28 de marzo de 2024.
En mayo de 2024, Furtado lanzó el primer sencillo de su séptimo álbum de estudio, "Love Bites", una colaboración con la cantante sueca Tove Lo y el productor musical británico SG Lewis. Y en julio de 2024, anunció el lanzamiento de su segundo sencillo "Corazón", una colaboración con la banda colombiana Bomba Estéreo. 
El día 11 de julio de 2024, Furtado anunció en Instagram el lanzamiento de su esperado séptimo álbum, titulado 7, cuya fecha de lanzamiento está prevista para el 20 de septiembre de 2024.

## Otros trabajos

### Sello discográfico
Nelly ha formado su propio sello discográfico, Nelstar Music Label, en conjunción con el grupo canadiense de sellos independientes Last Gang Labels. Los primeros en firmar con a Nelstar son Fritz Helder & The Phantoms. Furtado lanzó su primer sencillo en castellano Manos al aire bajo su sello.

### Filantropía
El Día Mundial del sida en 2006, Furtado participó en un concierto de sensibilización sobre el sida en Sudáfrica organizado por MTV, BET, y Nike; junto con cantantes como Enrique Iglesias, Kanye West, Kelly Rowland, Snoop Dogg y Kelly Clarkson Furtado también fue anfitriona de un programa sobre el sida de MTV, que también contó con invitados como Alicia Keys y Justin Timberlake.

## Influencias musicales

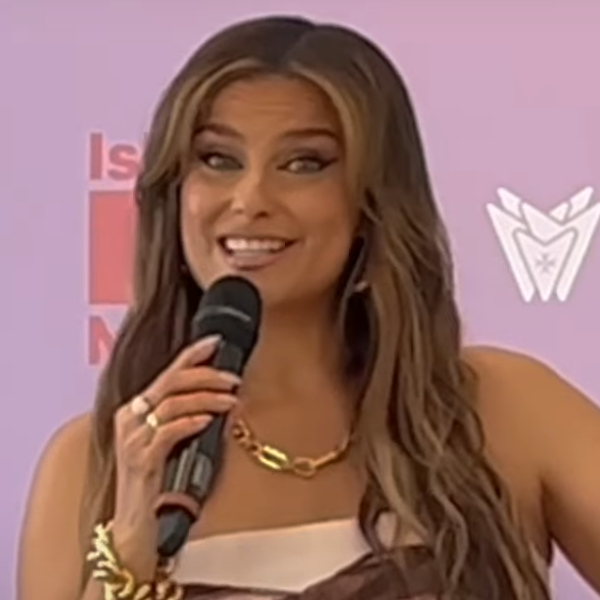
Furtado en la presentación del festival Isle of MTV en Malta, julio de 2024.

Durante su preadolescencia hasta la adolescencia, Furtado exploró muchos géneros musicales, música en gran medida a la corriente principal R&B, Hip hop, hip hop alternativo, drum and bass, trip hop, world music (incluyendo el portugués fado, bossa nova brasileña y música india), y una variedad de otros. Ella cita diversas influencias, que incluyen artistas, soul-trip/hip hop artistas como De La Soul, TLC, world music artistas Nusrat Fateh Ali Khan, Amalia Rodrigues, así como Jeff Buckley, Esthero, Björk, Cornershop, Radiohead, The Smashing Pumpkins y Beck.
La música de Furtado también ha sido influenciada por su actual residencia, Toronto, que ella llama «la ciudad más multicultural del mundo entero» y es un lugar donde «puedes encontrar cualquier cultura». En cuanto a la diversidad cultural de Toronto, que ha dicho que ella no tiene que esperar a la revolución de Internet para aprender sobre la música del mundo, ella comenzó a escuchar a la edad de cinco años y continúa descubriendo nuevos géneros. Además de sus gustos musicales y culturales, ella fue influenciada por Madonna de una manera indirecta, mayormente en sus presentaciones, aunque siempre la criticó por sus polémicas.

Siempre sé que hay un nuevo género por descubrir. Para mí, es como una metáfora de la vida. Me siento como si puedo con cualquier estilo de música, puedo con cualquier estilo de la persona. Así que es divertido para mí, tengo que mostrar a mis fans nuevos estilos y, a su vez, abrir sus mentes. Yo siempre estoy experimentando una mente abierta.
Nelly Furtado

## Vida personal
El 20 de septiembre de 2003, en Toronto, Furtado dio a luz a su hija, Nevis, cuyo padre es Jasper Gahunia. Furtado y Gahunia, que habían sido buenos amigos durante varios años, permanecieron juntos durante cuatro años, hasta la disolución de la pareja en 2005. Furtado dijo a la revista Blender que siguen siendo buenos amigos y comparten la responsabilidad conjunta de Nevis.
En junio de 2006, en una entrevista con la revista Genre, cuando se le preguntó si «Alguna vez ha sentido atracción hacia las mujeres», Furtado respondió: «Absolutamente. Las mujeres son bellas y sexis». Algunos consideran esto un anuncio de bisexualidad, pero en agosto de 2006, declaró que es «hetero, pero con la mente abierta». En noviembre de 2006, Furtado reveló que una vez había rechazado US $500.000 para posar con la ropa puesta en Playboy.
Se informó de que Furtado estaba comprometida con el ingeniero de sonido cubano Demacio «Demo» Castellón. Trabajaron juntos en Loose. El 17 de octubre de 2008, se informó en la revista People Magazine Furtado confirmó en Entertainment Tonight que se casó con Castellón el 19 de julio de 2008. Sin embargo, el 12 de abril de 2017, Furtado confirmó en Loose Women su separación, declarando que ahora «está soltera».
El 28 de febrero de 2011, Furtado anunció en su Twitter que donaría un millón de dólares que recibió en 2007 por parte de la familia del político libio Muamar el Gadafi por cantar en un show de 45 minutos de duración en un hotel de Italia.
En diciembre de 2021, Furtado reveló en su cuenta de Instagram que tuvo dos hijos más, siendo la mayor una niña y el menor un niño, según reveló en julio de 2023 durante una entrevista en la revista Vogue donde además reveló estar soltera nuevamente.
En mayo de 2023, en una entrevista con la revista Fault, Furtado reveló que ha sido diagnosticada desde hace poco tiempo con TDAH.

## Discografía
Álbumes de estudio
- 2000: Whoa, Nelly!
- 2003: Folklore
- 2006: Loose
- 2009: Mi Plan
- 2012: The Spirit Indestructible
- 2017: The Ride
- 2024: 7

Compilaciones, EP y remixes
- 2004: Sessions@AOL
- 2006: Live Session (Itunes Exclusive)
- 2007: Loose: The Concert
- 2008: Edición Limitada en Español
- 2010: Mi Plan Remixes
- 2010: The Best of Nelly Furtado

## Giras
- 2001: Burn In The Spotlight Tour
- 2004: Come As You Are Tour
- 2006-2008: Get Loose Tour
- 2010: Mi Plan Tour
- 2013: The Spirit Indestructible Tour

## Filmografía
| Año  | Título                    | Papel          | Notas |
| ---- | ------------------------- | -------------- | --- |
| 2001 | Roswell                   | Ella misma     | Interpretando I'm like a bird                                                                               |
| 2006 | Floribella                | Ella misma     | Interpretando Maneater                                                                                      |
| 2007 | One Life to Live          | Ella misma     | Interpretando Say It Right y Promiscuous                                                                    |
| 2007 | CSI: Nueva York           | Ava Brandt     | Interpretando a una criminal profesional acusada de asesinato. (Capítulo número 15 de la tercera temporada) |
| 2007 | Punk'd                    | Ella misma     | Víctima de una broma televisiva.                                                                            |
| 2008 | Max Payne                 | Christa Balder | Esposa del mejor amigo del protagonista.                                                                    |
| 2010 | Big Brother Brasil        | Ella misma     | Reality show de Brasil.                                                                                     |
| 2010 | Score: A Hockey Musical   | Fan de Hockey  | Musical canadiense de comedia, drama y deportes.                                                            |
| 2015 | Um Encontro com o Destino | Nelia          | Comedia Romántica Portuguesa.                                                                               |